# St. Nikolai (Esbjerg)

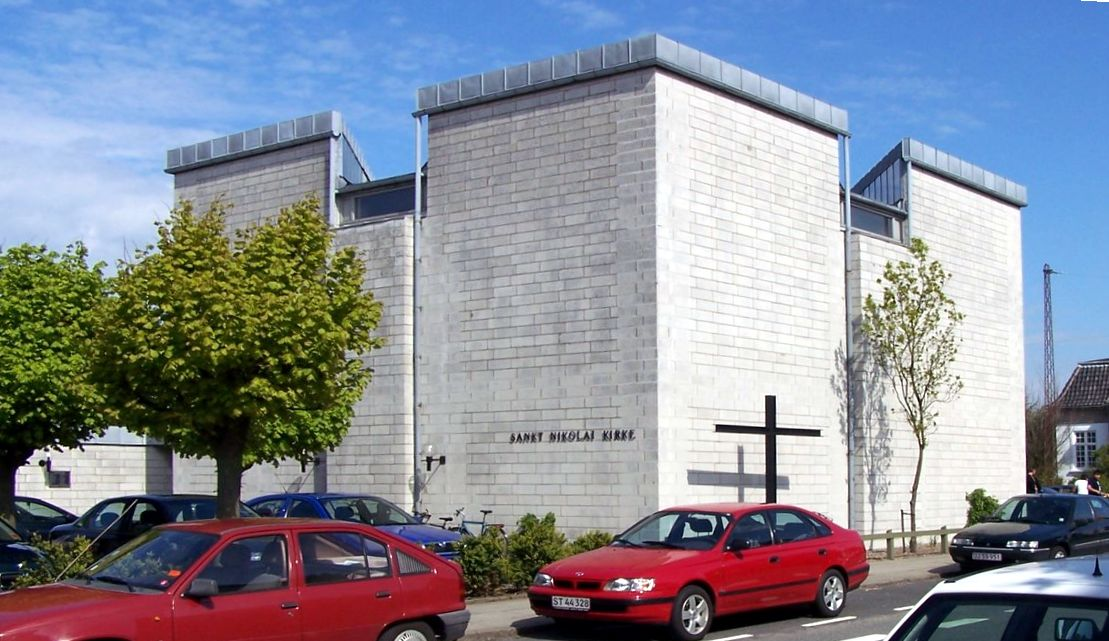
St.-Nikolai-Kirche

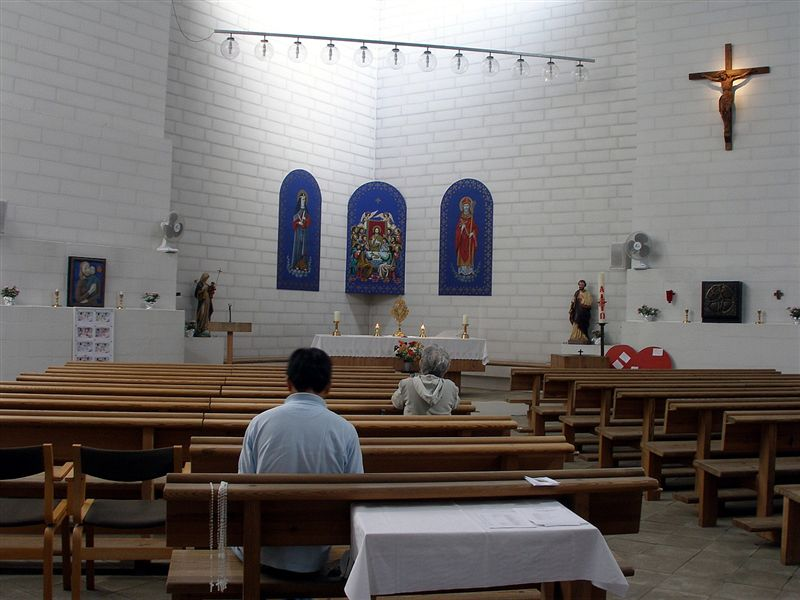
Inneres

St. Nikolai ist eine römisch-katholische Kirche in Esbjerg, Dänemark. Sie wurde nach Plänen von Johan Otto von Spreckelsen gebaut und am 16. November 1969 geweiht. Kirchenpatron ist der heilige Nikolaus, der Schutzheilige der Seefahrer.
Von Spreckelsen wählte für St. Nikolai keinen der traditionellen Typen des Kirchenbaus. Über einem quadratischen Grundriss entwarf er einen kubischen Raum aus weißem Porenbeton außen und weißem Backstein innen. Das Flachdach besteht aus einem zur Außenwand diagonal gestellten kleineren Quadrat, dessen Seitenmaß dem des Allerheiligsten im Jerusalemer Tempel nahekommt. Die dadurch ausgesparten Ecken sind erhöht, oben flach gedeckt und zur Mitte hin mit Fenstern versehen, die dem Raum indirektes Tageslicht geben. Eine dieser Ecken ist der Altarraum; auf ihn sind die Bänke ausgerichtet und an seinen Rückwänden ist ein modernes Abendmahls-Bild zwischen den Heiligen Birgitta und Nikolaus angebracht. In die Wandflächen zwischen den Ecksegmenten sind oben vier weitere schmale Fenster eingelassen. Hier befinden sich, links und rechts vom Hauptaltar, der Marien- und der Tabernakelaltar.
Das Gebiet der Pfarrei St. Nikolai erstreckt sich bis nach Tarm-Skjern, Gørding und südlich von Ribe. Ihr gehören 1700 Gläubige an.